# Aukirche (Heilbronn)

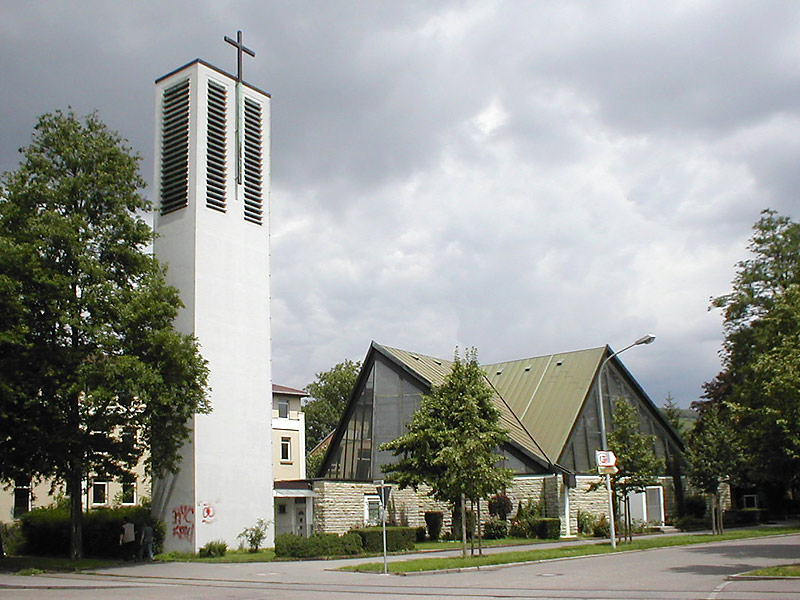
Aukirche

Die  Aukirche ist eine Kirche in der Goppeltstraße 5 im nördlichen Industriegebiet von Heilbronn. Sie wurde als evangelische Kirche gebaut und ist heute die Kirche der Heilbronner Gemeinde Hl. Konstantin und Helena der Griechisch-orthodoxen Metropolie von Deutschland.

## Geschichte
Die erste Aukirche wird 1907 erwähnt. Beim Luftangriff vom 4. Dezember 1944 wurde die alte Aukirche zerstört, am 3. März 1946 wurde eine vom Ökumenischen Rat in Genf gestiftete Notbaracke neben der Ruine eingeweiht.
1956 wurde ein Architekturwettbewerb für den Neubau ausgeschrieben. Den ersten Preis bekam die Einreichung des Architekten Gustav Kistenmacher und des Ingenieurs G. Störzbach. Vorsitzender der Jury war Otto Bartning. Eingeweiht wurde die neue Aukirche am 28. April 1957. Die Kirche ist ein Zentralbau, der mit einer Dachkonstruktion in Zeltform (einem Zeltdach) versehen worden ist.
1995 fusionierte die Kirchengemeinden Au und Wartberg zur heutigen Kirchengemeinde Wartberg-Au. Dies hatte zur Folge, dass die Aukirche leerstand und später an die griechisch-orthodoxe Gemeinde verkauft wurde.